# River Country
O Disney's River Country foi o primeiro parque aquático do Walt Disney World. Localizado ao longo das margens do Lago Bay e perto do Disney's Fort Wilderness Resort & Campground, o parque era temático como um buraco de natação rústico e antiquado. Foi inaugurado em 20 de junho de 1976 e encerrado indefinidamente em 2 de novembro de 2001, com a The Walt Disney Company anunciando em 20 de janeiro de 2005 que o parque permaneceria fechado permanentemente. Isso fez com que o parque aquático se tornasse o segundo de apenas dois parques da Disney na história da empresa a fechar permanentemente, com a Discovery Island nas proximidades tendo sido fechada no início de 1999. Ambos os parques foram deixados a deteriorar em vez de serem demolidos. Em 2018, foi anunciado que um novo hotel, o Reflections - A Disney Lakeside Lodge, seria construído no antigo local do Disney's River Country a partir de 2019.

## Histórias e Tragédias
Posicionado na costa da Baía de Lago, perto do Discovery Island, o parque contou com uma beleza selvagem e temas rústicos, completo com rochas e pedregulhos feitos pelo homem. Ele foi descrito como um "buraco de natação à moda antiga" com "um toque de Huckleberry Finn". O original do título de trabalho era "Pop Willow Grove".
O parque foi destaque em um número musical a partir do episódio de 1977 de Maravilhoso Mundo de Disney "Os Mosqueteiros no Walt Disney World", que incluiu uma canção intitulada "River Country" e contou com a então atual programação de shows do final da década de 70 encarnação do Mickey Mouse Club desfrutar de suas atrações.
O parque contou com um fundo de areia e um sistema de filtragem de água exclusivo usando água confluente do adjacente Lago Bay, que foi represado para criar uma aparência natural de uma lagoa feita pelo homem. Mas, mesmo com o sistema de filtragem, a água não estava completamente purificada. Em 1980, um menino de 11 anos foi morto por uma infecção mortal causada por uma doença chamada  Meningoencefalite Amebiana Primária que foi provoca por uma ameba Naegleria fowleri, que é encontrada em corpos quentes de água doce, tais como lagoas, lagos, rios e nascentes de água quente da Flórida.
Em 1982, um menino de 14 anos acabou caindo de um tobogã e morreu afogado. A família do menino teria processo a Disney, alegando que a piscina era muito profunda, pois naquela época, não tinha uma placa avisando que era água era muito profunda.
Em 1989, um menino de 13 anos também teria se afogado, enquanto descia em uma tirolesa, e acabou morrendo nas águas do River Country. E a Disney abriu um novo parque aquático, Typhoon Lagoon. Ele tinha muito mais vagas de estacionamento, muitos mais escorregadores, novas amenidades, e era muito maior. Em 1995, a Disney abriu um terceiro parque aquático Blizzard Beach. River Country era muito menor do que os outros dois parques, mas mesmo assim permaneceu, sobrevivendo à concorrência.
Como fazia todos os anos, o parque foi fechado no final da temporada de calor, em novembro de 2001, com a expectativa de que ele iria reabrir na primavera de 2002. Mas, após os atentados de 11 de setembro, o declínio de negócios para todos os parques da Disney e hotéis, o que os levou a interromper a reabertura. Em 11 de abril de 2002, o jornal Orlando Sentinel, relatou que "o primeiro parque aquático da Disney, River Country, foi fechado e poderá não reabrir", concluindo com esta linha: "o porta-voz da Disney World, Bill Warren, disse que o River Country pode ser reaberto, se "houver demanda suficiente de visitantes'" A atração também pode ter sido afetada por uma mudança nas leis da Flórida, que proibia água não-clorada de corpos d'água naturais a ser usado para atrações de parque aquáticos. Em 2005, a Disney Company anunciou oficialmente que o River Country nunca mais iria reabrir. River Country foi deixado abandonado para deteriorar-se, ao invés de ser demolido. Em 2014, a Disney funcionários monitoram o parque para os invasores. Muitos YouTubers foram pegos de surpresa gravando vídeos de si mesmos invadindo o River Country para fins de entretenimento.
Em julho de 2016, existem planos para tornar o River Country em um Clube de Férias da Disney. Nenhuma construção começou ainda.
Em 25 de agosto de 2016, foi anunciado que a Disney seria de drenagem e enchimento no Upstream Plunge (Montante de Mergulho), a piscina de 1,2 milhões de litros, que não há planos imediatos para derrubar qualquer outra parte do parque.
- Upstream Plunge (Montante de Mergulho), uma piscina de águas limpas em forma de rim.
- Escorregadio apresentação de Quedas, duas lâminas de água que esvaziou o Montante de Mergulho.
- Kiddie Cove, uma zona para crianças com duas grandes lâminas de água e uma enseada. Esta área foi voltado para pré-adolescentes.
- Barrel Bridge (Ponte dos Barris), um acidentado ponte com barris, embaixo, semelhante ao Tom Sawyer Island.
- White Water Rapids (Rafting em Corredeiras) de 100 m de comprimento interno do tubo rio.
- Bay Cove (A baía de Angra), um lago de 2.000 m2 com fundo de areia, que contou com um pneu de swing, boom balançar, subir na corda, e T-bar queda.
  - Boom Swing
  - Cabo De Passeio
  - Pneu Swing
- Whoop 'n' Holler Hollow, duas lâminas de água, com 79 m e 49 m de comprimento, que terminavam na Bay Cove.
- Bay Bridge (Ponte Da Baía)
- Indian Springs, uma pequena zona de borrifo com fontes de pulverização crianças. Esta área foi projetado principalmente para os hóspedes com menos de 8 anos de idade.
- Cypress Point Nature Trail, uma trilha entre as árvores ao lado da Baía do Lago.
- Pony Rides (Passeios De Pônei)
- Mercury Water Mouse Rental